# Chiesa di Santa Maria a Piazza (Amalfi)
La chiesa di Santa Maria a Piazza (originariamente Sancta Maria de Platea), detta anche chiesa di Santa Maria di Portosalvo, si trova ad Amalfi e costituisce un elemento urbano e architettonico di indubbio interesse soprattutto per la storia cittadina.

## Storia e descrizione
La chiesa sorge nel sottoportico Marina Piccola, all'incrocio con via Matteo Camera e porta della Marina, zona d'accesso medievale al centro cittadino dell'antica repubblica marinara.
Tale area "mercatale" era compresa, in epoca medievale (XI-XII secolo), fra la platea calzularium (poi inglobata nella piazza del Duomo) e la porta de Sandala (apertura delle antiche mura, oggi denominata porta della Marina): entrambi i toponimi medievali si riferivano alla prospera corporazione dei calzolai, che qui avevano botteghe e laboratori, sopra i quali si ergeva la chiesa parrocchiale di Santa Maria de Sandala. In una di tali botteghe sottostanti la parrocchiale, in epoca rinascimentale (XV secolo) venne ricavata la piccola chiesa di Santa Maria de Platea (con riferimento alla platea nova, la piazza del Duomo formatasi con l'aggregazione delle varie piazzette precedenti), poi italianizzata in Santa Maria a Piazza. Nonostante le ridotte dimensioni (poco più di una cappella gestita allora come oggi dalla Confraternita dei pescatori e dei marinai),
Nell'unica navata interna si conserva un quadro in stile bizantino raffigurante la Madonna Nera con in braccio Gesù Bambino (pala dell'altare), un bassorilievo in marmo bianco-grigio dedicato alla Madonna con Bambino tra i santi apostoli e 3 santi vescovi (all'ingresso, sopra la porta) e la statua lignea della Madonna di Porto Salvo con Bambino e Angeli (in fondo al lato sinistro) che, particolarmente venerata, sin dal 1850 circa, veniva portata in cattedrale, dove si svolgeva una Messa, dopodiché arrivava in piazza Flavio Gioia per la benedizione del mare e infine rientrava. Dal 2011, la statua, prima di essere portata in cattedrale, si avvia verso il molo, dove si imbarca per una suggestiva processione a mare fino al capo di Lone e ad Atrani.